# Кривоносово (Днепропетровская область)
Кривоно́сово (укр. Кривоносове) — село, Водянский сельский совет, Верхнеднепровский район, Днепропетровская область, Украина.
Код КОАТУУ — 1221083306. Население по переписи 2001 года составляло 71 человек.

## Географическое положение
Село Кривоносово находится на расстоянии в 1 км от села Соловьёвка.

## Известные люди
И. А. Чуев — советский партийный деятель.